# 국제법률경영대학원대학교
TLBU 국제법률경영대학원대학교(Transnational Law and Business University Graduate School of Law)란 서울, 메릴랜드(미국), 파리 및 베이징에 위치하는 법률과 경영을 전문으로 하는 인재양성기관이다. 한국 캠퍼스의 위치는 경기도 고양시 덕양구 내유길 230, 총장은 류병화(고려대학교 법과대학 학장 역임)이다. 전원이 기숙사에서 생활하며 수업은 영어로 진행된다. 초,중등학생 대상으로 영어 캠프를 운영한다.

## 역사
1998년 10월 14일 학교법인 국제법률경영학원 설립을, 2000년 12월 27일 국제법률경영대학원대학교(TLBU) 설립을 인가 받았다. 2001년 학생을 최초로 받았다.

## 교육과정
아시아 각국 학생들을 대상으로 법률과 경영과목을 가르친다. 한국 학생의 경우 법학전공과 사법시험 통과 자격요건이 따른다.

## 같이 보기
- 티엘비유글로벌학교

## 참고 문헌
1. ↑  <한경닷컴의 2007년 기사> 사설 로스쿨 TLBU를 아시나요?
2. ↑  “고양시 지원 영어 캠프”. 2007년 10월 11일에 원본 문서에서 보존된 문서. 2007년 8월 1일에 확인함.